# فرودگاه بین‌المللی تعز
فرودگاه بین‌المللی تعز (به انگلیسی: Ta'izz International Airport) یک فرودگاه همگانی با کد یاتا TAI است که یک باند فرود آسفالت دارد و طول باند آن ۳۰۶۰ متر است. این فرودگاه در شهر تعز کشور یمن قرار دارد و در ارتفاع ۱۴۷۵ متری از سطح دریا واقع شده است.

## شرکت‌های هواپیمایی و مقصدهای پروازی
All flights are currently suspended.
| شرکت‌های هواپیمایی | مقصدهای پروازی                                      |
| ----------------- | --------------------------------------------------- |
| فلیکس ایرویز      | جیبوتی-امبوولی، ملک فهد، حدیده، ملک عبدالعزیز، صنعا |
| یمنیه             | قاهره، ملک عبدالعزیز، ملک خالد، صنعا                |